# Will Steger
Will Steger   (Richfield, 27 d'agost de 1944) és un destacat portaveu de la comprensió i la preservació de l'Àrtida i ha liderat algunes de les gestes més significatives en el camp de les expedicions amb trineus de gossos; com el primer viatge amb trineus de gossos confirmat al pol nord (sense reabastament) el 1986, la travessa sud-nord de 1.600 milles de Groenlàndia, l'expedició de trineus de gossos sense suport més llarga de la història en aquell moment el 1988, la històrica 3.471 Expedició transantàrtica internacional d'una milla: la primera travessa amb trineus de gossos de l'Antàrtida (1989–90) i el Projecte Àrtic Internacional: la primera i única travessa amb trineus de gossos de l'oceà Àrtic des de Rússia fins a l'illa d'Ellesmere al Canadà durant 1995.
Steger ha estat convidat a declarar davant el Congrés sobre qüestions polars i ambientals basant-se en la seva experiència de primera mà a les regions polars i l'experiència ambiental.
Steger va cofundar el Centre d'Educació Ambiental Global (CGEE) a la Universitat de Hamline el 1991 després de l'exitosa expedició internacional transantàrtica que va arribar a 15 milions d'estudiants a tot el món. El 1993, va fundar la World School for Adventure Learning a la Universitat de St. Thomas (Minnesota). L'any 2006, a causa de la seva creixent preocupació pel canvi climàtic, va establir la Fundació Will Steger per educar i capacitar a la gent per participar en solucions al canvi climàtic. El 2014, va llançar el Steger Wilderness Center, la seva fase final de la seva missió més gran de mantenir el planeta sostenible per a les generacions futures.

## Premis i èxits
Steger va ser un lluitador campió estatal a Benilde-St. Margaret's School, de la qual es va graduar el 1962. És llicenciat en ciències en geologia, màster en arts en educació i doctorat honoris causa per la Universitat de St. Thomas (Minnesota), a més de doctorats honoris causa de Westminster College (Utah), Northland College (Wisconsin) i Franklin Pierce University.
El 1995, Steger es va unir a Amelia Earhart, Robert Peary, Roald Amundsen i Jacques-Yves Cousteau per rebre la medalla John Oliver La Gorce, rarament atorgada per la National Geographic Society, pels "assoliments en l'exploració geogràfica, en les ciències i perquè el servei públic avança en entesa internacional". Va ser la primera vegada que la societat lliurava aquest premi en les tres categories. El premi no es dona des de 1995.
Steger va rebre reconeixement i nombrosos honors per exploracions de rècord i iniciatives educatives interactives: Explorers Club Finne Ronne Memorial Award 1997, National Geographic Society's First Explorer-in-Residence 1996, Pels seus esforços pel canvi climàtic, ha estat reconegut amb el Lindbergh. El Premi Lindbergh de la Fundació 2006, el Grup Assessor del Canvi Climàtic de Minnesota del governador Tim Pawlenty 2006, el Premi Lowell Thomas d'Explorers Club 2007 i el Premi National Geographic Adventure Lifetime Achievement Award 2007.
Els articles i les imatges fotogràfiques molt aclamades de Steger són apreciats a tot el món, inclòs a National Geographic. Va ser autor de quatre llibres i les seves publicacions, fotografies i entrevistes es distribueixen a nivell mundial: Over the Top of the World, Crossing Antarctica, North to the Pole i Saving the Earth.
Cada any, Steger fa més de 100 presentacions convidades sobre la seva perspectiva de testimoni ocular. Entre el 2006 i el 2008, Steger va parlar amb més de 640.000 persones en esdeveniments públics i privats, principalment a través de les activitats de la Fundació Will Steger. A Steger li agrada especialment parlar amb els líders empresarials i amb els responsables polítics. Les seves audiències recents arreu del país han inclòs Goldman Sachs, l'Agència de Protecció del Medi Ambient dels EUA, SUPERVALU (Estats Units), Target Corporation, UnitedHealth Group, Toro, Great River Energy i Xcel Energy.

## Explorador en residència emèrit
Will Steger té molts títols: educador, autor, fotògraf i conferenciant. Però l'explorador polar és potser el seu més conegut i més difícil de guanyar. Steger va arribar per primera vegada al pol nord el 1986, liderant un equip de sis (Paul Schurke, Brent Boddy, Richard Weber, Geoff Carroll i Ann Bancroft) amb trineus de gossos. Va tornar de nou l'any 1995, mentre travessava l'oceà Àrtic des de Rússia fins a l'illa d'Ellesmere, Canadà, amb un equip de cinc persones en trineus de gossos i canoes especialment adaptades.
Steger també ha recorregut en caiac milers de milles de rius del nord, inclosos el Peace, MacKenzie i Yukon.